# 2S43
O 2S43 "Malva", (em russo:  2С43 Мальва, Malva referindo-se à flor), é um canhão automotor russo de 152 mm montado em um chassi BAZ-6610-02 "Voshchina" com quatro eixos (8 rodas) AWD suspensão. Este chassi é construído pela Fábrica de automóveis de Bryansk (Брянский автомоби́льный заво́д). 

## Desenvolvimento
O 2S43 Malva é desenvolvido pelo instituto central de pesquisa Burevestnik com sede em Nizhny Novgorod. O desenvolvimento do sistema defensivo foi feito no contexto do programa Nabrosok, que deveria desenvolver uma gama inteiramente nova de sistemas de artilharia para as forças armadas russas.